# Glenosema
Glenosema is een geslacht van vliesvleugelige insecten van de familie platkopwespen (Bethylidae).

## Soorten
- G. bifoveatus (Kieffer, 1906)
- G. merceti (Kieffer, 1906)
- G. nigra Kieffer, 1906
- G. pedestris Kieffer, 1906